# Bacouel-sur-Selle
Bacouel-sur-Selle település Franciaországban, Somme megyében. Lakosainak száma 466 fő (2022. január 1.). Bacouel-sur-Selle Vers-sur-Selle, Creuse, Namps-Maisnil, Plachy-Buyon és Prouzel községekkel határos.

## Népesség
A település népességének változása:
| Lakosok száma | 479  | 507  | 514  | 501  | 493  | 485  | 477  | 471  | 466  |
|               | 2013 | 2015 | 2016 | 2017 | 2018 | 2019 | 2020 | 2021 | 2022 |